# Gunhild Carling
Gunhild Carling, född 7 maj 1975 i Göteborg, är en svensk jazzmusiker och multiinstrumentalist, som utöver sina musikaliska insatser har gjort sig känd för showbetonade instrumentkonster, som att samtidigt spela på tre trumpeter.

## Biografi
Gunhild Carling är född och uppvuxen i en musikersläkt i Göteborg och hon började turnera redan som sjuåring med famileorkestern Carling Family. Hon är dotter till Hans Carling och syster till Max Carling. Hon är systerdotter till Charlotte Erlanson-Albertsson.
1998 medverkade Carling i julkalendern När karusellerna sover som Mary.
För en bredare publik blev Carling mer känd när hon 20 juli 2010 medverkade i TV-programmet Allsång på Skansen på SVT. Samma år deltog hon i showen Diggiloo, samt bildade tillsammans med Thomas Deutgen en kommentatorduo som ersatte juryn i TV-programmet Dansbandskampen på SVT.
Carling medverkade i augusti 2012 i Hovturnén, en årligen återkommande konsertturné per häst mellan gods och gårdar i Skåne, tillsammans med Wille Crafoord, Christer Sandelin, Linda Bengtzing, Marika Willstedt, Jonas Sjöblom och Olle Lindner. År 2013 spelade hon med sitt storband Carling Big Band till dans på Stockholms slott då kung Carl XVI Gustaf firade 40 år på tronen.
Carling tävlade i dansprogrammet Let's Dance 2014 på TV4 där hon slutade på en tredje plats. Hon var värd för Sommar i P1 på Sveriges Radio 13 augusti 2014 samt medverkade samma år i Allsång på Skansen. År 2016 uppträdde hon tillsammans med Kungliga Hovkapellet på kung Carl XVI Gustafs sjuttioårsfirande.
Sedan 2017 har hon till och från turnerat med Postmodern Jukebox.

## Priser och utmärkelser
- 1985 – Louis Armstrong-stipendiet[11]
- 2006 – Kobe Jazz Street Award[12]
- 2009 – SKAP-stipendiet[13]
- 2009 – Anita O'Day-priset[14]
- 2010 – Årets glädjespridare i Malmö till clownen Mikos minne[15]
- 2011 – Hedersmedborgare i Eslövs kommun[16]
- 2014 – Årets skåning[17]
- 2016 – Thore Ehrling-stipendiet [18]